# اس‌ام‌اس برسلاو
اس‌ام‌اس برسلو (به انگلیسی: SMS Breslau) یک کشتی بود که طول آن ۱۳۸٫۷ متر (۴۵۵ فوت ۱ اینچ) بود. این کشتی در سال ۱۹۱۱ ساخته شد.